# Moreton Bay City
Koordinaten: 27° 17′ S, 152° 55′ O

Die Moreton Bay City ist ein lokales Verwaltungsgebiet (LGA) im australischen Bundesstaat Queensland. Das Gebiet ist 2042 km² groß und hat etwa 425.000 Einwohner.

## Geografie
Die City liegt im Südosten des Staats an der Küste und grenzt im Süden an Brisbane City.
Verwaltungssitz der LGA ist der Stadtteil Strathpine mit etwa 9500 Einwohnern. Zur Region gehören folgende Stadtteile und Ortschaften: Albany Creek, Arana Hills, Armstrong Creek, Banksia Beach, Beachmere, Bellara, Bellmere, Bellthorpe, Bongaree, Booroobin, Bracalba, Bray Park, Brendale, Bunya, Burpengary, Caboolture, Caboolture South, Camp Mountain, Campbells Pocket, Cashmere, Cedar Creek, Cedarton, Clear Mountain, Clontarf, Closeburn, Commissioners Flat, Daguilar, Dakabin, Dayboro, Deception Bay, Delaneys Creek, Donnybrook, Draper, Eatons Hill, Elimbah, Everton Hills, Everton Park, Ferny Hills, Godwin Beach, Griffin, Highvale, Jollys Lookout, Joyner, Kallangur, King Scrub, Kippa Ring, Kobble Creek, Kurwongbah, Laceys Creek, Lawnton, Mango Hill, Margate, Meldale, Moodlu, Moorina, Morayfield, Mount Delaney, Mount Glorious, Mount Mee, Mount Nebo, Mount Pleasant, Mount Samson, Murrumba Downs, Narangba, Neurum, Newport, Ningi, North Lakes, Ocean View, Petrie, Redcliffe, Rocksberg, Rothwell, Rush Creek, Samford Valley, Samford Village, Samsonvale, Sandstone Point, Scarborough, Stanmore, Stony Creek, Strathpine, Toorbul, Upper Caboolture, Wamuran, Wamuran Basin, Warner, Welsby, White Patch, Whiteside, Wights Mountain, Woodford, Woody Point, Woorim und Yugar.

## Geschichte
Die heutige Moreton Bay City entstand 2008 aus der City of Redcliffe und den beiden Shires Caboolture und Pine Rivers. Bis 2023 hatte Moreton Bay den Status einer Region, auf Antrag wurde der LGA am 21. Juli des Jahres der Status einer City zugewiesen.

## Verwaltung
Der Moreton Bay City Council hat 13 Mitglieder. Zwölf Councillor werden von den Bewohnern der zwölf Divisions (Wahlbezirke) gewählt. Der Ratsvorsitzende und Mayor (Bürgermeister) wird zusätzlich von allen Bewohnern der City gewählt.